# Coatzala
Coatzala är en ort i Mexiko.   Den ligger i kommunen Chignautla och delstaten Puebla, i den sydöstra delen av landet, 180 km öster om huvudstaden Mexico City. Coatzala ligger 2 276 meter över havet och antalet invånare är 294.
Terrängen runt Coatzala är bergig, och sluttar norrut. Runt Coatzala är det ganska tätbefolkat, med 179 invånare per kvadratkilometer. Närmaste större samhälle är Teziutlan, 6,8 km öster om Coatzala. I omgivningarna runt Coatzala växer huvudsakligen savannskog.